# Liste der Baudenkmäler in Fürth/Z
Diese Liste ist eine Teilliste der Liste der Baudenkmäler in Fürth. Grundlage der Liste ist die Bayerische Denkmalliste, die auf Basis des bayerischen Denkmalschutzgesetzes vom 1. Oktober 1973 erstmals erstellt wurde und seither durch das Bayerische Landesamt für Denkmalpflege geführt und aktualisiert wird. Die folgenden Angaben ersetzen nicht die rechtsverbindliche Auskunft der Denkmalschutzbehörde.
Dieser Teil der Liste beschreibt die denkmalgeschützten Objekte in folgenden Fürther Straßen:
- Zähstraße
- Zeppelinstraße

## Zähstraße
| Lage                   | Objekt               | Beschreibung | Akten-Nr.                | Bild           |
| ---------------------- | -------------------- | --- | ------------------------ | -------------- |
| Zähstraße 1 (Standort) | Mietshaus in Ecklage | Viergeschossiger Satteldachbau mit reich gegliederter Sandsteinfassade, Erker, Eisengitterbalkonen, Erker an der abgeschrägten Ecke und Schweifgauben, Neubarock, von Fritz Walter, 1897/98; bauliche Einheit mit Eckhaus Zähstraße 3, bauliche Gruppe mit Hornschuchpromenade 28 und Nürnberger Straße 100; Teil des Ensembles Hornschuchpromenade/Königswarterstraße.             | D-5-63-000-1479 Wikidata | BW             |
| Zähstraße 3 (Standort) | Mietshaus in Ecklage | Viergeschossiger Satteldachbau mit reich gegliederter Sandsteinfassade, Eisengitterbalkonen, Erker an der abgeschrägten Ecke und Schweifgauben, Neubarock, von Fritz Walter, 1896/97; bauliche Einheit mit Eckhaus Zähstraße 1, bauliche Gruppe mit Hornschuchpromenade 28 und Nürnberger Straße 100; Teil des Ensembles Hornschuchpromenade/Königswarterstraße.                    | D-5-63-000-1756 Wikidata | weitere Bilder |
| Zähstraße 4 (Standort) | Mietshaus in Ecklage | Viergeschossiger Satteldachbau mit reich gegliederter Sandsteinfassade, Eisengitterbalkonen und Erker an der abgeschrägten Ecke, an der Südseite mit Polygonalerker und hohem Zwerchhausgiebel, Jugendstil, von J. Müller (Ebert und Müller) und Georg Müller, 1903/04; bauliche Gruppe mit Hornschuchpromenade 24 / 25; Teil des Ensembles Hornschuchpromenade/Königswarterstraße. | D-5-63-000-1480 Wikidata | weitere Bilder |

## Zeppelinstraße
| Lage                        | Objekt    | Beschreibung | Akten-Nr.                | Bild |
| --------------------------- | --------- | --- | ------------------------ | ---- |
| Zeppelinstraße 6 (Standort) | Mietshaus | Viergeschossiger Mansarddachbau mit Putzfassade mit Sandsteinerdgeschoss,flach einspringendem, polygonal vorgewölbtem Mittelteil und breitem Zwerchhaus, historisierend, von Carl Nadler, 1913. | D-5-63-000-1482 Wikidata | BW   |